# Debbie-Ann Parris
Deborah-Ann »Debbie-Ann« Parris-Thymes, jamajška atletinja, * 24. marec 1973, Trelawny, Jamajka.
Nastopila je na olimpijskih igrah v letih 1996 in 2004, leta 1996 je osvojila četrto mesto v teku na 400 m z ovirami. Na svetovnih prvenstvih je v štafeti 4x400 m osvojila naslov prvakinje leta 2001, na igrah Skupnosti narodov pa srebrno in bronasto medaljo v teku na 400 m z ovirami.